# Drucilla Cornell
Drucilla Cornell, född 16 juni 1950 i Los Angeles, död 12 december 2022 i New York, var en amerikansk filosof och feminist. Hon är känd för sin forskning om feministisk rättsfilosofi. I verk som The Imaginary Domain, The Philosophy of the Limit och Law and Revolution in South Africa lägger hon fram sina feministiska teorier. Cornell var professor i statsvetenskap, komparativ litteraturvetenskap och genderteori vid Rutgers University.

## Biografi
Drucilla Cornell föddes år 1950 i Los Angeles. Hon avlade juris doktorsexamen vid UCLA år 1981. Under sin akademiska karriär forskade hon om jämlikhet, politisk filosofi och rättsfilosofi, bland annat beträffande Sydafrika där hon lanserade uBuntu-projektet.
Drucilla Cornell avled år 2022 i New York, 72 år gammal.